# Stephanotis
Die  Stephanotis  (griechisch „Kranz-“ oder „Kronen-Ohr“) sind eine Gattung in der Unterfamilie der Seidenpflanzengewächse (Asclepiadoideae) innerhalb der Familie der Hundsgiftgewächse (Apocynaceae). Bekanntester Vertreter ist die Kranzschlinge (Stephanotis floribunda), eine Zimmerpflanze.
Die Gattung umfasst etwa 4–16 Arten, von denen einige in Gebirgsregionen Madagaskars heimisch sind, andere im Malaiischen Archipel.

## Beschreibung

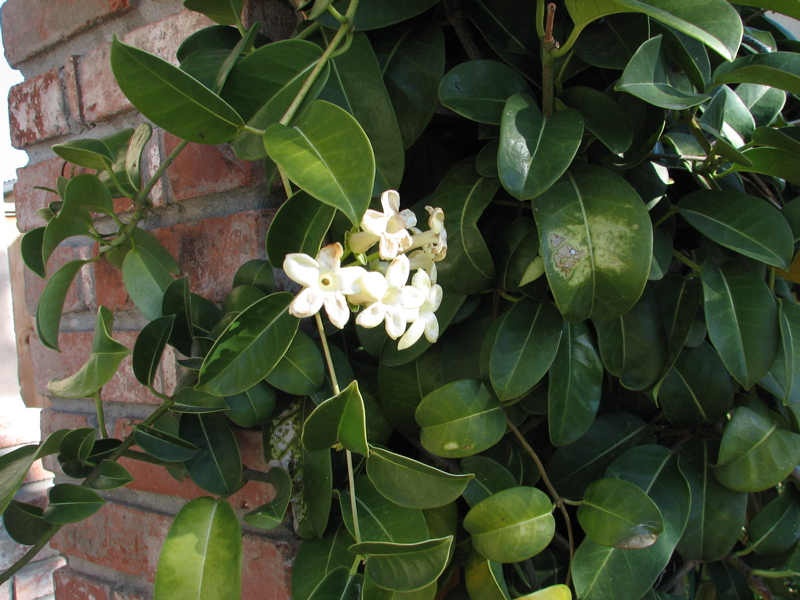
Stephanotis allicia

Die Stephanotis-Arten sind immergrüne Lianen. Die ledrigen Laubblätter sind gegenständig. Die achselständigen Blüten bilden sich an einfachen oder zweispaltigen Trugdolden.

## Systematik  und Taxonomie
Die Gattung Stephanotis  wurde von Thouars in seinem Werk Gen. Nov. Madagasc.: 11 (1806) erstbeschrieben.
Es gibt nur noch etwa vier Arten. Weitere Arten werden heute den Gattungen Marsdenia und Jasminanthes zugeordnet.
- Stephanotis acuminata Brongn.: Sie kommt in Madagaskar vor.[1]
- Kranzschlinge (Stephanotis floribunda Jacques): Sie kommt in Madagaskar vor.[1]
- Stephanotis grandiflora Decne.: Sie kommt in Madagaskar vor.[1]
- Stephanotis thouarsii Brongn.: Sie kommt in Madagaskar vor.[1]